# Штиглиц, Маргарита Сергеевна
Маргарита Сергеевна Штиглиц (род. 18 июля 1945, Вторые Ключики, Красноясыльское сельское поселение) — доктор архитектуры, член-корреспондент Российской академии архитектуры и строительных наук, главный специалист НИИ теории и истории архитектуры и градостроительства (НИИТИАГ), член правления Санкт-Петербургского отделения союза архитекторов России, член Совета национального комитета Международного совета по сохранению памятников и достопримечательных мест (ИКОМОС), член президиума Санкт-Петербургского отделения Всероссийского общества охраны памятников истории и культуры, член Совета по охране культурного наследия при Правительстве Санкт-Петербурга, член Всемирного клуба петербуржцев.

## Биография
Родилась в семье инженера Сергея Леонидовича и педагога Татьяны Дмитриевны,  эвакуированных из Ленинграда; оба работали на заводе «Уральский камнерез». В 1946 году Татьяна Дмитриевна, её мать и дочь вернулись в Ленинград, Сергей Леонидович присоединился к ним в 1947 году, устроился на работу заведующим экспериментальной мастерской центральной научно-исследовательской лаборатории треста «Русские самоцветы», где проработал до смерти в 1963 году. Сергей Леонидович в детстве хотел стать архитектором, в его круге общения были ленинградские художники и архитекторы, и это повлияло на выбор профессии Маргариты. Также на выбор повлиял опыт дяди, автора Московского парка Победы — Валериана Кирхоглани.
Маргарита Сергеевна окончила школу при Мухинском училище, в 1969 году выпустилась с архитектурного факультета Ленинградского инженерно-строительного института (ЛИСИ). В 1969—1972 годах Маргарита Сергеевна работала архитектором в Ленинградском государственном проектном институте (ЛГСПИ); в 1972—1973 годах была главным архитектором проектов в Желдорпроекте Читы; в 1973—1974 годах — старшим архитектором в Ленгипрогоре. Работала в ЛИСИ с 1975 по 2012 год (как ассистент, затем доцент, и как профессор-консультант), в 1981 году защитила там же кандидатскую диссертацию, в 2002 году защитила докторскую.
В 1991—1992 годах Маргарита Сергеевна была заместителем начальника Управления по использованию памятников истории и культуры; с 1993 по 2006 год — начальником отдела в Комитете Правительства Санкт-Петербурга по государственному контролю, использованию и охране памятников истории и культуры (КГИОП). С 2006 года работает в НИИТИАГ.
Маргарита Сергеевна специализируется на промышленной архитектуре и опубликовала множество материалов по этой теме, включая ряд книг — более 150 научных работ, в том числе 4 учебно-методических пособия и 5 монографий. Входит в диссертационный совет СПбГАСУ.
До 2023 года Маргарита Сергеевна знала название места, где родилась, но не могла найти его; посещение удалось организовать благодаря встрече на конференции «Региональные столицы России – точки опоры и роста».
Была замужем за историком архитектуры Борисом Михайловичем Кириковым. Совместно с племянницами Еленой, Марией и их родителями учредила Фонд «Наследие барона Штиглица», став председателем попечительского совета.

## Награды и премии
- Медаль «В память 300-летия Санкт-Петербурга» (2003)[4]
- Анциферовский диплом «За лучшую научно-исследовательскую работу» (2003)[4]
- Дипломы СПГХПА им. А. Л. Штиглица (2005, 2006)[4]
- Почётная грамота Министерства образования и науки РФ № 919/к-н. (2014)[4]
- Анциферовская премия «За общий вклад в современное петербургское краеведение» (2016)[4]
- Благодарность Министра культуры РФ «За большой вклад в сохранение историко-культурного наследия России» (Приказ № 14 ВН от 13.05.2016)[4]

## Публикации

### Книги
1. Промышленная архитектура Петербурга. СПб., 1995. 128 с.
2. Петербург немецких архитекторов. От барокко до авангарда. СПб.: Чистый лист, 2002. 416 с. (с Б. М. Кириковым)
3. Промышленная архитектура Петербурга в сфере «индустриальной археологии». СПб.: Белое и Чёрное, 2003. 280 с.
4. Памятники промышленной архитектуры Санкт-Петербурга. СПб.: Белое и Чёрное, 2003. 224 с. (с Б. М. Кириковым, В. И. Лелиной, М. А. Гордеевой).
5. Архитектура ленинградского авангарда. Путеводитель. СПб.: Изд. дом «Коло», 2008. 384 с. (с Б. М. Кириковым); переизд. 2013
6. Памятники промышленной архитектуры Санкт-Петербурга / Авт.-сост. М. С. Штиглиц, В. И. Лелина, М. А. Гордеева, Б. М. Кириков; Под ред. М. С. Штиглиц. Москва: Северный паломник, 2020. — 272 с. Монография.
7. Штиглиц М. С. Непарадный Петербург: наследие промышленной архитектуры. М.: Прогресс — Традиция. 2020. — 368 с. ISBN 978-5-89826-596-0 Монография.

### Статьи
1. Семья Штиглиц в Петербурге // Нева. 1998. № 8. С. 222—226.
2. Семья Штиглиц и её контакты с городом Нарва // Немцы в Санкт-Петербурге (XVIII—XX века). Вып. 2. СПб., 2002. С. 184—190.
3. Бароны Штиглиц — придворные банкиры, предприниматели и меценаты // Династия Романовых в истории и культуре России. Материалы научно-богословской конференции 19-21 июля 2000. Екатеринбург, 2002. С. 85-92.
4. Erich Mendelson s Read Banner Factory and Saint Petersburg s Industrial Architecture // Future Anterior. NY, 2008. Vol. V. 1. P. 28-37.
5. Промышленная архитектура Ленинграда 1920-х — 1930-х годов. Замысел и воплощение // Архитектурное наследство. Вып. 53. М., 2010. С. 278 −289.
6. Троцкий Ной Абрамович // Энциклопедия русского авангарда. Изобразительное искусство, архитектура. Т. II. Биографии. М., 2013. С. 436—437.
7. Валериан Дмитриевич Кирхоглани. Зодчий, педагог и общественный деятель // Архитектурный ежегодник. Санкт-Петербург. СПб. 2014. С. 150—153.
8. Мясокомбинат им. С. М. Кирова — выдающийся памятник ленинградского авангарда. История создания, проблемы сохранения // Архитектурное наследство. Вып. 59. М., 2013. С. 189—197.
9. European Trends of industrial Territories Transformation and their Manifestation in Saint Petersburg// World Applied Science Journal 23 (Problems of Architecture and Construction) pp.70-73/ Doi:10.5829/idosi.wasj.2013.23/ pac. 90015. (With V. Nefedov).
10. Refunctionalisation of Historic Industrial Territories in Saint Petersburg // Urban Design and Planning. Doi:10.168 /udap.14.00026. (With V. Nefedov).
11. Историко-культурный статус как инструмент регламентации при перепрофилировании памятников промышленной архитектуры (на примере Петербурга) // Архитектурно-градостроительный процесс: Регламентация и свобода. М.: Ленанд, 2013. С. 378—391.
12. Фабрично-жилой комплекс «Парусинка» в Ивангороде // Месмахеровские чтения−2015. Международная научно-практическая конференция. СПб., 2015. С. 326—337.
13. Семья Штиглиц в России // Подвиг просвещенной благотворительности. 200-летию со дня рождения А. Л. Штиглица и 140-летию со дня основания Центрального училища технического рисования барона Штиглица посвящается. СПб.. 2015. С. 12 — 18.
14. Штиглиц М. С. Александровская мануфактура — образец архитектуры классицизма // Архитектурное наследство. Вып. 69. СПб, 2018. С. 81-93. ВАК
15. Stieglits M. S. Peculiarities of stylistic evolution of mid-19th — early 20th century St.-Petersburg industrial architecture // Proceedings of the International Conference on Art Studies: Science, Experience, Education. Advances in Social Science, Education and Humanities Research. Paris: Atlantis Press, 2018. опуб. 2019 р. 435—439
16. Штиглиц М. С., Лаврухин А. Н. К вопросу об историко-культурном потенциале Санкт-Петербургской агломерации. На примере Сестрорецкого оружейного завода / Недвижимость, экономика, управление. 2019. № 2. ВАК
17. Штиглиц М. С. Этапы архитектурно-планировочного развития фабричного комплекса «Красное знамя» (от А. Аккермана до Э. Мендельсона) // Архитектурное наследство. Вып. 70. СПб. 2019. С. 233—245. ВАК
18. Семенцов С. В. Штиглиц М. С. Развитие промышленности и ремёсел в Санкт-Петербурге и окрестностях при Петре Первом // Вестник гражданских инженеров. 2019. № 6(77). ВАК
19. Штиглиц М. С., Кириков Б. М. Тенденции протоконструктивизма в промышленной архитектуре Петербурга (на примере комплекса Невской мельницы) // Месмахеровские чтения-2019. Материалы международной научно-практической конференции 21-22 марта 2019 г. СПб., 2019.
20. Штиглиц М. С. «Фабрики барона А. Л. Штиглица. История и современное состояние» // Материалы Научно-практической конференции «205 лет барону А. Л. Штиглицу», СПГХПА им. А. Л. Штиглица. СПб., 2019.
21. Штиглиц М. С. «Круг немецких архитекторов петровского Петербурга» // Россия и Германия в эпоху Петра Великого: исторические и культурные связи. Материалы ХШ Международного Петровского конгресса, Берлин, 24-25 окт.2019 г. / СПб.: Европейский Дом, 2020. С. 317—329.
22. Stieglitz M. The Architectural Complex of the Nevskaia Manufacture of Baron Stieglitz: History and Problems of Reconstruction // Advances in Sozial Science, Education and Humanities Research. Volume 324 (AHTI 2019) p. 310—314
23. Stieglitz M. Historical Industrial Ensembles in the Landscape of Saint Petersburg:29. Renovationas and Losses // «Proceedings of the 2d International Conference on Architecture: Heritage, Traditions and Innovations» // (ANTI 2020). Paris: Atlantis Press 2020. P.113-119. Doi https//doi.org/1022991
24. Штиглиц М. С. Промышленная архитектура Петербурга: рождение, трансформации, реновации // Вестник Российской Федерации по делам ЮНЕСКО № 43, 2020. С.92-99. www.unesco.ru ISBN 978-5-9909469-6-5
25. Кириков Б. М., Штиглиц М. С. Архитектурный комплекс мебельной фабрики «Ф. Мельцер». История и современные проблемы реконструкции // Месмахеровские чтения — 2021 Материалы международной научно-практической конференции, посвященной 145-летию ЦУТР барона Штиглица ― ЛВХПУ им. В. И. Мухиной ― СПГХПА им. А. Л. Штиглица 18-19 марта 2021 г.